# Trachysomus
Trachysomus – rodzaj chrząszczy z rodziny kózkowatych i podrodziny zgrzypikowych.

## Zasięg występowania
Przedstawiciele tego rodzaju występują w Ameryce Północnej i Południowej od Meksyku po Argentynę, w tym na Trynidadu i Tobago.

## Systematyka
Do Trachysomus należy 17 gatunków:
- Trachysomus apipunga
- Trachysomus arriagadai
- Trachysomus buquetii
- Trachysomus camelus
- Trachysomus cavigibba
- Trachysomus clarkei
- Trachysomus fragifer
- Trachysomus gibbosus
- Trachysomus hydaspes
- Trachysomus luederwaldti
- Trachysomus mexicanus
- Trachysomus peregrinus
- Trachysomus santarensis
- Trachysomus surdus
- Trachysomus thomsoni
- Trachysomus verrucosus
- Trachysomus wappesi